# Pyncostola
Pyncostola är ett släkte av fjärilar. Pyncostola ingår i familjen stävmalar.

## Dottertaxa tillPyncostola, i alfabetisk ordning[1]
- Pyncostola abnormalis
- Pyncostola actias
- Pyncostola albicolorella
- Pyncostola alloea
- Pyncostola auturga
- Pyncostola bohemiella
- Pyncostola celeris
- Pyncostola crateraula
- Pyncostola dicksoni
- Pyncostola flavostriga
- Pyncostola fusca
- Pyncostola fuscofascia
- Pyncostola helicaula
- Pyncostola hiberna
- Pyncostola illuminata
- Pyncostola invida
- Pyncostola iospila
- Pyncostola jablonkayi
- Pyncostola lacteata
- Pyncostola magnanima
- Pyncostola melanatracta
- Pyncostola merista
- Pyncostola monophanes
- Pyncostola nigrinotata
- Pyncostola ochraula
- Pyncostola oeconomica
- Pyncostola operosa
- Pyncostola pachyacma
- Pyncostola pammacha
- Pyncostola pentacentra
- Pyncostola perlustrata
- Pyncostola powelli
- Pyncostola sciopola
- Pyncostola semnochroa
- Pyncostola stalactis
- Pyncostola suffusellus
- Pyncostola tanylopha
- Pyncostola tunesiella
- Pyncostola variegata
- Pyncostola veronica